# Lymantria infuscata
Lymantria infuscata är en fjärilsart som beskrevs av Okano 1959. Lymantria infuscata ingår i släktet Lymantria och familjen tofsspinnare. Inga underarter finns listade i Catalogue of Life.